# Maulia
Maulia is een kevergeslacht uit de familie van de boktorren (Cerambycidae). De wetenschappelijke naam van het geslacht werd voor het eerst geldig gepubliceerd in 1892 door Blackburn.

## Soorten
Maulia is monotypisch en omvat slechts de volgende soort:
- Maulia picticornis Blackburn, 1892